# Montgesoye
Montgesoye is een gemeente in het Franse departement Doubs (regio Bourgogne-Franche-Comté) en telt 474 inwoners (2017). De plaats maakt deel uit van het arrondissement Besançon.

## Geografie
De oppervlakte van Montgesoye bedraagt 11,0 km², de bevolkingsdichtheid is 39,3 inwoners per km².

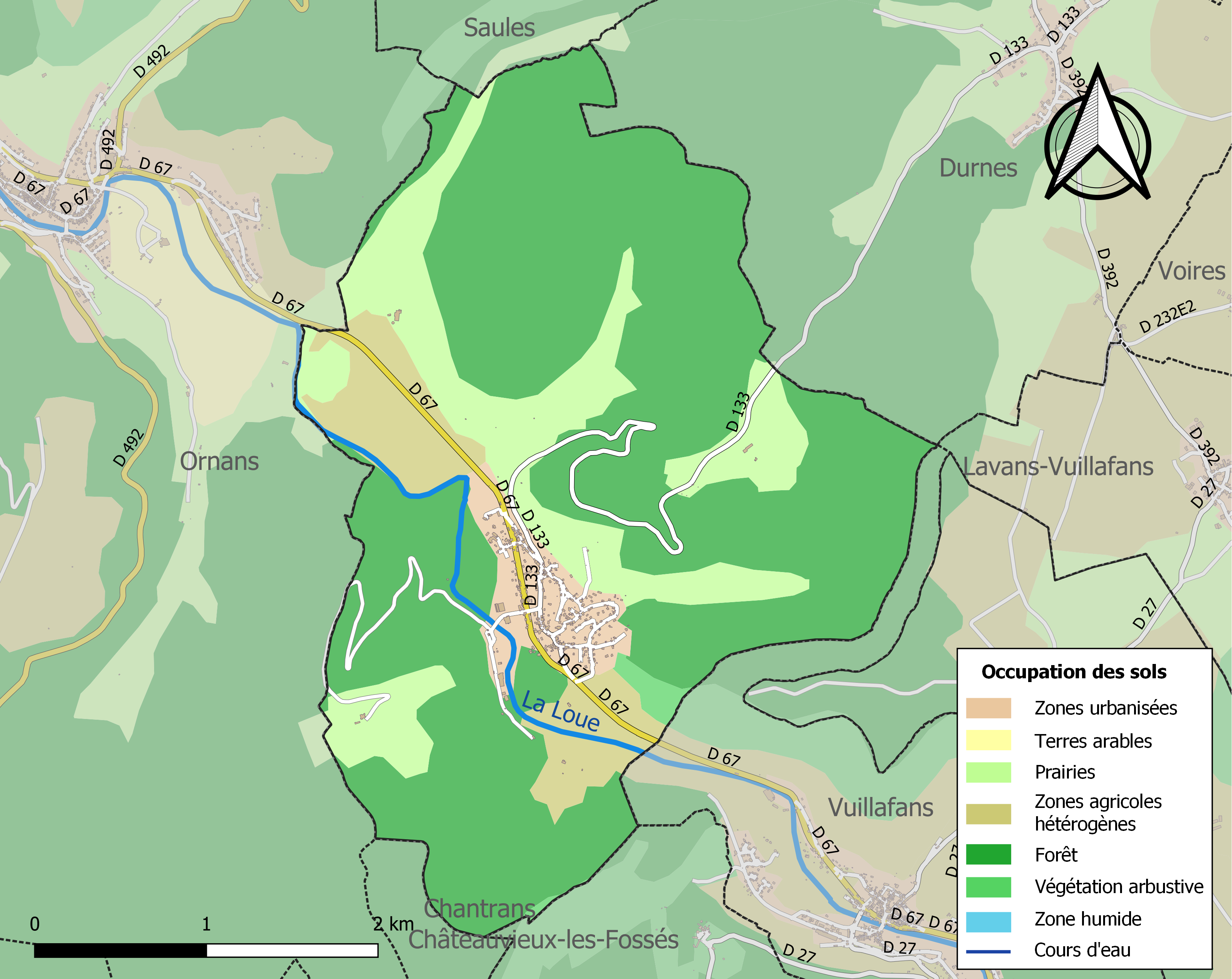
Kaart van de gemeente met de belangrijkste infrastructuur, bodemgebruik en omliggende gemeenten

## Demografie
Onderstaande figuur toont het verloop van het inwonertal (bron: INSEE-tellingen).